# Ehemaliges Hotel Wilpers

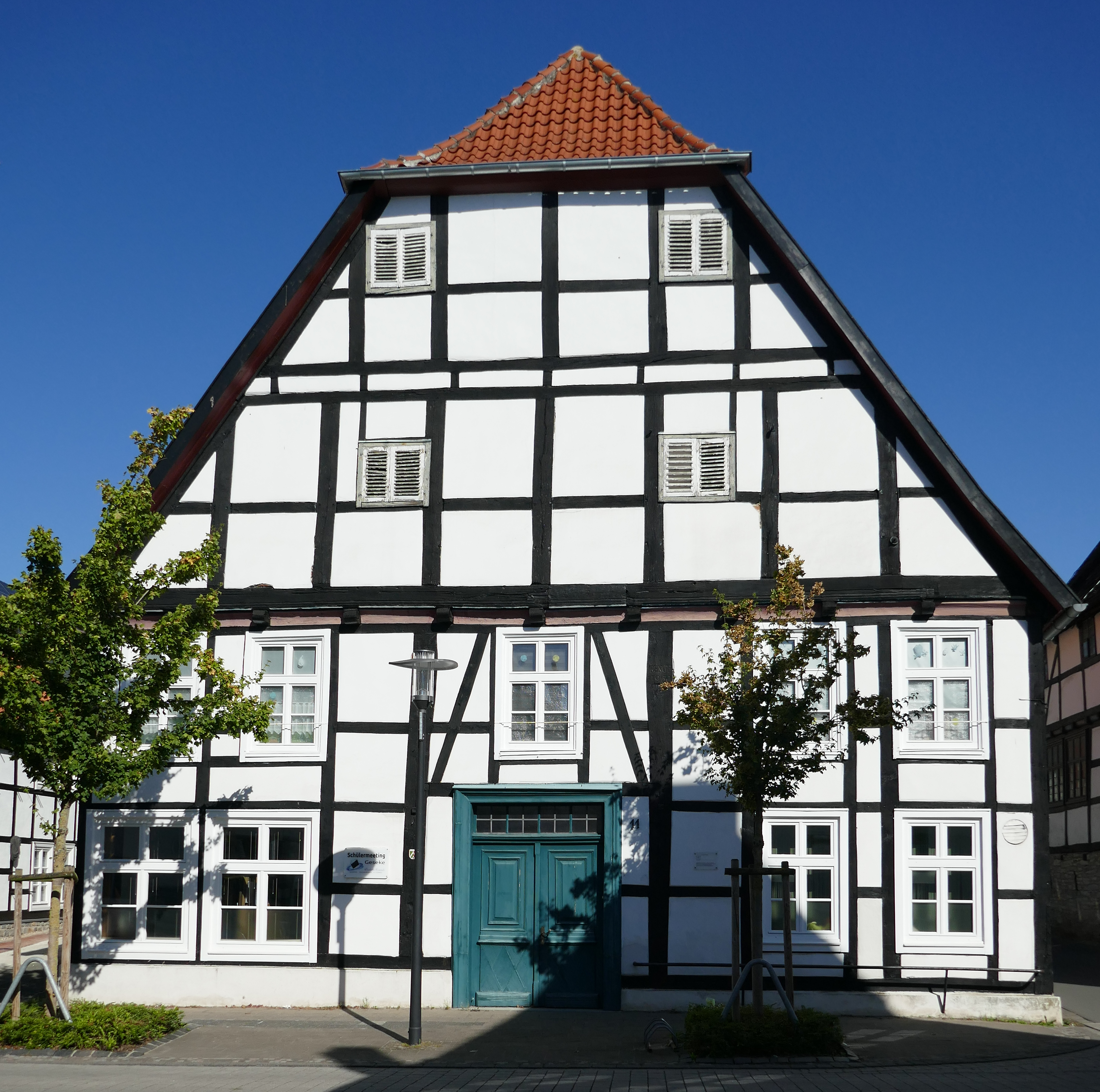
Ehemaliges Hotel Wilpers, Hellweg 11, Geseke

Das ehemalige Hotel Wilpers war von 1665 bis 2002 ein familiengeführter Hotel- und Gastwirtschaftsbetrieb in Geseke, Ostwestfalen-Lippe am Hellweg 11. Der Betrieb galt als älteste Gastwirtschaft der Stadt. Das Gebäude gehört als Fachwerk-Giebelhaus zu den wichtigsten Baudenkmälern in Geseke.

## Geschichte
Das Gebäude des ehemaligen Hotels Wilpers wurde im Jahr 1665 als Gasthof und Schankhaus der dahinter gelegenen Brauerei der Familie Rump (seit 1355 in Geseke nachweisbar) nach dem Dreißigjährigen Krieg erbaut. Es befindet sich am Hellweg Nr. 11, Ecke Steinweg, in Geseke und unmittelbarer Nachbarschaft des Dickmann Hauses, dem Heimatmuseum von Geseke. Der Hellweg liegt als alte Handelsstraße direkt am Jakobsweg. Es wird berichtet, dass der Kölner Kurfürst als Landesherr mehrfach im Gasthof übernachtete.
Im 19. Jahrhundert ging das Gebäude in den Besitz der Familie Roderfeld über, die den Gasthof 1875 an Annettchen Rosenbaum, eine Jüdin, verkaufte. Sie war in der Region allgemein als Tante Nettchen bekannt. Noch im gleichen Jahr verkaufte sie das Anwesen weiter an Hermann Wilpers, der aus Legden in Westfalen stammte. Zeitgleich wanderten einige seiner Familienmitglieder in die USA aus.
Nachfolger von Hermann Wilpers wurde sein Sohn Julius Wilpers, der 1922 an einer Lungenentzündung verstarb. Die Familie führte den Gasthof weiter, bis Gustav Wilpers gemeinsam mit seiner Frau Anni (geborene Schlautmann) in den Betrieb einstieg. In den 1930er Jahren änderte die Gaststätte ihren Namen in „Zum Alten Brauhaus“. Bis 1930 wurde zusätzlich ein Lebensmittelgeschäft betrieben. Das Geschäftslokal wurde später in ein Gesellschaftszimmer umgewandelt.

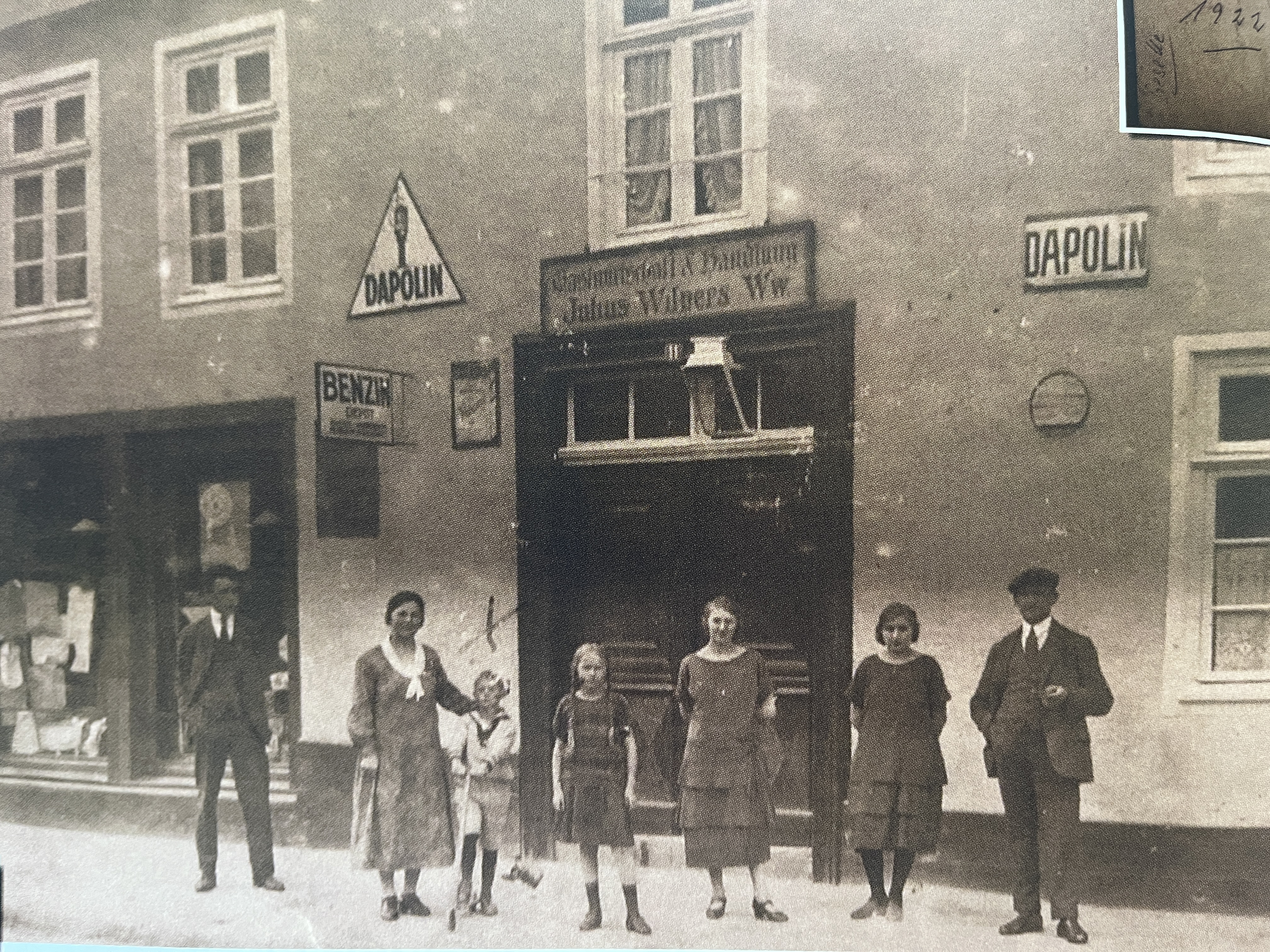
Therese Wilpers (2. von links) mit Gustav Wilpers (3. von links) vor dem Hotel Julius Wilpers mit Geschäftsfenster und Dapolin Tankstelle, um 1922

Im Jahr 1918 eröffnete Hermann Wilpers das erste Benzindepot der amerikanischen Petroleum-Gesellschaft Dapolin. Das Benzin wurde damals in Fässern im Keller gelagert und abgefüllt, da es noch keine Tankstellen gab. 1923 wurde vor dem Haus die erste Zapfsäule in Geseke installiert, welche das Bild eines Sioux-Indianers zeigte. Diese Zapfsäule wurde 1948 aufgegeben.
1955 erfolgte eine umfassende Renovierung des Gasthofs. Dabei wurden die oberen Räume ausgebaut und die Hausfront restauriert. Seitdem wurde der Gasthof als Hotel geführt. Ein kleiner Saal wurde im oberen Stockwerk eingerichtet und andere Räume zu Hotelzimmern umgebaut. Der Saal war früher ein beliebter Treffpunkt für kleine Vereine und Familienfeiern.
Auch kulturell war das Hotel Wilpers von Bedeutung. 1920 wurde hier die Kapelle Hunold, auch als „Kurz und Klein“ bekannt, gegründet, die später zur Feuerwehrkapelle wurde. Zudem fand hier der MC Sängertreue seinen Anfang. Seit dem Bau des Hauses im Jahr 1665 galt es jahrhundertelang als eines der bedeutendsten Häuser in Geseke. Eine besondere Tradition war der Rauchclub „Blaue Wolke“, der von 1889 bis 1918 bestand. Die Mitglieder trafen sich dienstagabends vor einem 30-Liter-Fass Weißenburger Bier und rauchten lange Pfeifen. Diese gesellige Atmosphäre, in der sich die Gäste wohlfühlen konnten, prägte den Ruf des Hotels Wilpers bis zur Geschäftsaufgabe und sorgte für die Fortführung echter westfälischer Gastlichkeit.
Im Jahr 1976 feierte die Familie Wilpers das 100-jährige Jubiläum ihres Betriebs. Das Hotel Wilpers, als die wohl älteste Gaststätte in Geseke, wurde seit 100 Jahren von der dritten Generation der Familie bewirtschaftet. Es fand sich als Abbildung in zahlreichen Postkarten wieder.
Im Jahr 2002 wurde der Betrieb geschlossen.

## Denkmal

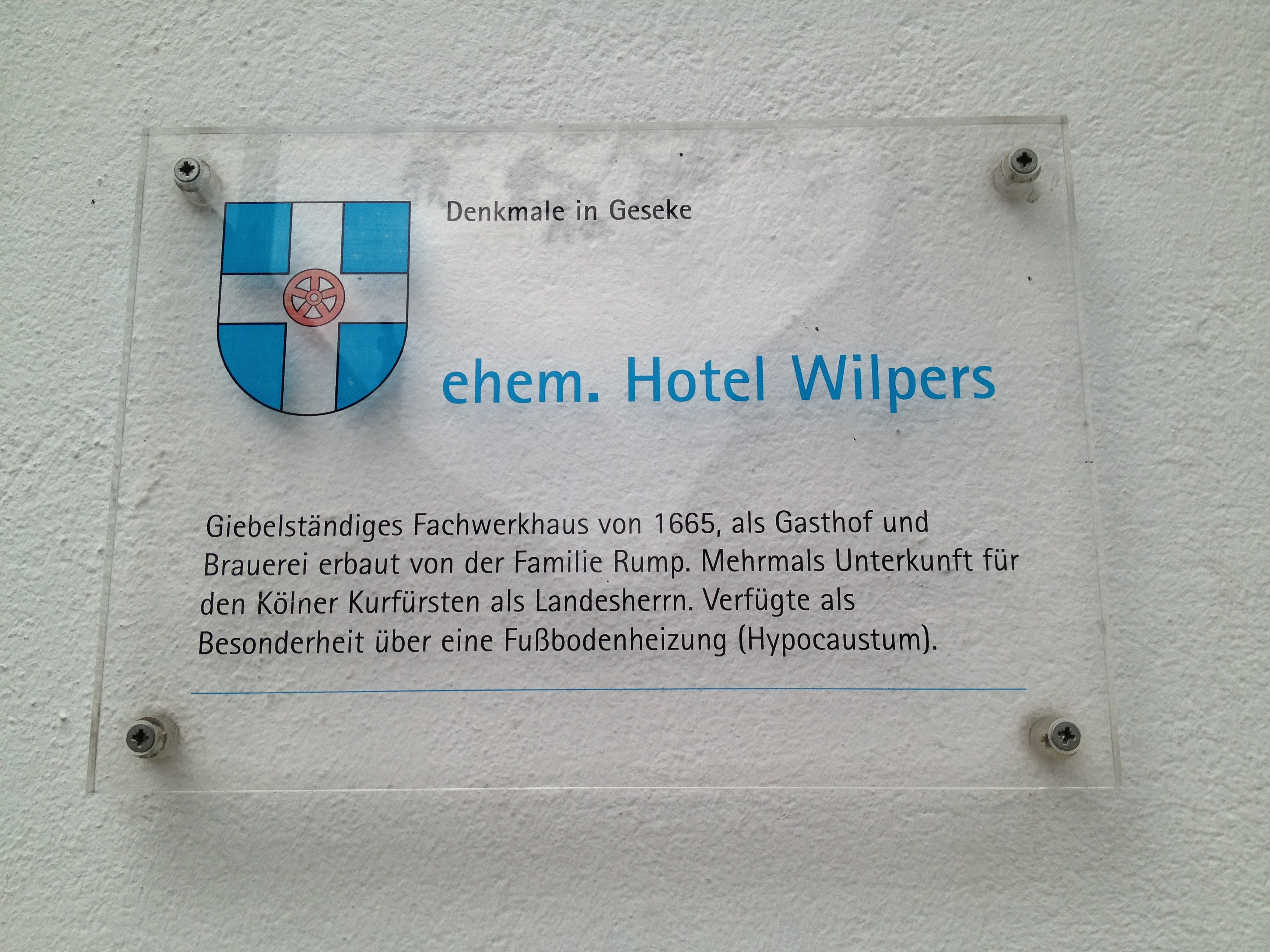
Denkmalbeschreibung ehemaliges Hotel Wilpers

Das Gebäude des ehemaligen Hotels Wilpers steht unter Denkmalschutz und ist ein Baudenkmal. Als Besonderheit verfügt es über eine antike Fußbodenheizung (Hypokaustum).

## Betreiber-Familie Wilpers im 19. und 20. Jahrhundert
Die Betreiber des ehemaligen Hotel Wilpers im 19. und 20. Jahrhundert waren:
- 1876 bis 1904 Hermann Wilpers (Bruder von Gustav Wilpers)[8]
- 1904 bis 1922 Julius Wilpers
- 1922 bis 1952 Therese Wilpers
- 1952 bis 1981 Gustav Wilpers
- 1981 bis 2002 Anni Wilpers

Mit dem Tod der letzten Betreiberin Anni Wilpers wurde der Hotelbetrieb eingestellt. Die drei Töchter und Erbinnen Gabriele Wilpers, Henriette Wilpers und Susanne Wilpers gaben den Betrieb auf.
Seit 2022 befindet sich im Gebäude des ehemaligen Hotel Wilpers das Schülermeeting Geseke.